# 坦帕灣光芒
坦帕灣魔鬼魚是位於佛羅里達州聖彼德斯堡的美國職棒大聯盟球隊，隸屬美國聯盟東區。於1998年的大聯盟擴充計畫中加入美國聯盟，主場是純品康納室內球場（Tropicana Field）。

## 加入大聯盟之前
坦帕灣地區和職業棒球隊有關的歷史可以回溯到1913年，那年芝加哥小熊把春訓基地移至佛州坦帕。聖彼德堡於1922第一次成為大聯盟球隊的春訓基地，亞特蘭大勇士進城舉行春訓。從此之後，有數支大聯盟球隊都曾在聖彼德堡進行春訓。
聖彼德堡曾有9支大聯盟球隊舉行春訓：巴爾的摩金鶯、波士頓勇士、紐約巨人、紐約大都會、紐約洋基、費城費城人、聖路易棕襪、聖路易紅雀，以及現在的坦帕灣光芒。曾在坦帕進行春訓的則有7支球隊： 波士頓紅襪、芝加哥小熊、芝加哥白襪、辛辛那提紅人、底特律老虎、華盛頓參議員以及目前春訓球場設於坦帕的紐約洋基。
坦帕灣區也曾是許多小聯盟球隊的主場。1919年，坦帕加入D級佛州聯盟（Florida State League，FSL）。聖彼德堡也曾在1920年於佛州聯盟擁有1支球隊，兩個城市都是佛州聯盟的強隊（現在的佛州聯盟已改制為1A級小聯盟）。至今， 坦帕洋基仍然在佛州聯盟打球。坦帕灣區的其他城市，包含克利爾沃特、但尼丁及萊克蘭都擁有各自的球隊，也在佛州聯盟有長久的歷史。此外，在新人級小聯盟灣岸聯盟也有過幾個以前或是現存的球隊以坦帕灣區為主場 。
聖彼德堡曾是短命的Senior Professional Baseball Association（1989年到1990年）中的聖彼德堡鵜鶘的主場。這個聯盟以35歲（或以上）的前大聯盟球員為賣點，聖彼德堡鵜鶘也拿下了該聯盟唯一的一次冠軍。
由於此地長久以來的棒球傳統，加上逐漸增加的人口，坦帕灣區在1980年代及90年代曾有數次試圖設置大聯盟球隊卻未成功。明尼蘇達雙城、奧克蘭運動家、芝加哥白襪、德州遊騎兵、西雅圖水手在決定留在他們原主場之前，都曾考慮移入坦帕或聖彼德堡。佛州日岸巨蛋（現名純品康納球場）就是為了吸引大聯盟球隊進駐而在1990年建於聖彼德堡。當大聯盟在1993年宣布新增兩支球隊時，很多人認為其中一支會位於聖彼德堡。但是最後的結果是科羅拉多落磯以及佛羅里達馬林魚。
1992年，舊金山巨人隊老闆Bob Lurie「原則上」同意把巨人賣給坦帕灣區的集團，該集團也決定要把到手的球隊移到聖彼德堡。然而在11個小時後，大聯盟受到舊金山政府的壓迫而取消交易，巨人也就被賣給舊金山區的集團，因此留在舊金山。
到了1995年5月9日，新增的大聯盟球隊終於有1支是以Vince Naimoli為首的坦帕灣區集團，另一支則是亞利桑那響尾蛇。
坦帕灣區總算有了大聯盟球隊，但是在聖彼德堡的球場卻需要升級了。1993年，球場改名為Thunderdome會成為曲棍球隊坦帕灣閃電以及美式足球隊Tampa Bay Storm的主場。坦帕灣光芒隊誕生之後，球場命名權賣給純品康納，並花費7000萬美元整修球場。

## 歷史

### 1998年之前
坦帕灣魔鬼魚在1995年成立之後不久就開始建立其農場，先任命Chuck LaMar為球團資深副總裁及總經理。他們的第一場小聯盟比賽在1996年球季開始。1997年11月7日，Larry Rothschild被任命為該隊的第一位總教練。1997年11月18日的1997年球季大聯盟擴大選秀中，魔鬼魚取得35名球員。他們第1個選到的是原屬佛羅里達馬林魚的Tony Saunders。此外 ，魔鬼魚也選到後來的球星巴比·阿布瑞尤，並快速的把他交易到費城費城人換來之後表現不太好的Kevin Stocker。在1998年球季之前，又取得明星球員 Wade Boggs、Fred McGriff與 Wilson Alvarez。

### 魔鬼魚時期
跟大部分新球隊一樣，一直處於聯盟墊底狀態；2006、07年，球團高層開始著手更名計畫，希望能帶給球隊不同的運勢。

### 2007年：新希望
2007年開季魔鬼魚簽下了他們隊史第一位日本籍球員－岩村明憲。雖然這個球季戰績66勝96敗又再次墊底，但是不少未來的主力球員都在這年初試啼聲。例如左投史考特·卡茲米爾，他在本季投出239次三振，拿下隊史第一個三振王；「神盾」詹姆斯·席爾斯在生涯第一個完整球季也投出了12勝8敗、防禦率3.85、184次奪三振的表現；卡爾·克勞福近五年每季都能揮出177支以上的安打，並拿下四次盜壘王；季前用小聯盟合約簽來的卡洛斯·佩尼亞整季擊出46發全壘打，創下隊史紀錄。
球隊於2007年11月上旬正式更名為「Tampa Bay Rays」，中譯為坦帕灣光芒，英文詞彙具有光芒和魟魚的意思，隊徽則改成光芒圖案。新的球衣正面圖案為光芒，側面的臂章則繡有傳統魟魚的造型，此乃代表正面圖案的涵義為主，側面圖案的涵義為副的新隊名。採訪大聯盟的華文媒體記者向光芒的公關部門尋求一個明確的中文譯名，獲得回答是「在英文裡，他們是不介意球迷怎麼解讀；但真的需要翻譯時，他們希望譯為往“光”的方向走」。

### 2008年：灰姑娘傳奇
許多球評認為光芒在2008年難逃分區墊底的命運，然而更名之后的光芒不僅一帆風順，戰績更在洋基之上，最後更以97勝65敗拿下隊史第一個分區冠軍，也是首次晉級季後賽。
在分區系列賽光芒先以3勝1敗淘汰芝加哥白襪，接著又在美聯冠軍賽击败去年世界大賽冠军波士顿红袜，一举夺得美国联盟冠军，一年时间即完成从联盟最差球队到联盟冠军的“超级大跃进”（Super Jump）。但是在世界系列赛中以1：4不敌费城费城人，雖没有能成为新的世界冠军，然而此時的光芒已一躍成為超級球隊之一。
而2007年的選秀狀元大衛·普萊斯在這年升上大聯盟後雖然在例行賽僅出賽5場，但在本季的季後賽卻扮演著相當重要的角色。

### 2009年－2010年
有了2008年成功的經驗以後，2009年球隊的目標除了繼續能夠進入季後賽，還要拿下隊史第一座世界大賽冠軍。由於紐約洋基隊在2008年底大肆補強，戰績優於前一年，使得光芒分區排名一直只在第三位。但球隊扔然保持著高度的競爭力，在分區和外卡並沒有落後太多，直到8月29日隊中的王牌投手史考特·卡茲米爾被交易到洛杉磯天使後，球員才開始認為球隊放棄季後賽，而戰績變成勝少敗多，最後提前出局，無緣連續兩季進季後賽。9月30日光芒在主場以5：3擊敗巴爾的摩金鶯後，隊史首次達成連續兩年的勝率都在五成以上，這年的戰績結算為84勝78敗。
這年本·佐布里斯特在獲得首個完整球季後就向世人展現他看似平凡卻又不俗的表現－打擊率.297、27轟、91分打點、17盜，並選到91次保送，更重要的是佐布里斯特是個可以守內外野的球員。埃文·朗歌利亞也在這年擊出33轟、113打點，並且跑回100分。
2010年明星賽球隊共有大衛·普萊斯、拉斐爾·索利安諾、埃文·朗歌利亞及卡爾·克勞福等4位選手獲選進入，而普萊斯更是成為隊史第1位在明星賽先發的投手。7月26日，馬特·加爾薩在主場面對底特律老虎時，投出隊史的第1個無安打比賽，中間只有1位打者靠保送上壘。在今年球季結束以後，球隊以96勝66敗拿下美國聯盟東區的冠軍，這是球隊3年裡面第2度拿下分區冠軍，也是美國聯盟戰績最好的球隊，在大聯盟30支球隊裡面，戰績只落後費城費城人。普萊斯為球隊拿下19勝的成績，創下當時隊史單季投手最多勝的紀錄（2012年被普萊斯自己以20勝超越，2018年再被布萊克·史涅爾以21勝刷新）。
在分區賽裡面，光芒對手為德州遊騎兵，擁有主場優勢，但最後是以2勝3敗的成績被淘汰，其中3敗都是在主場，有2敗是輸給遊騎兵的克里夫·李。

### 2011年
在2010年球季結束以後，光芒有陣容中有幾位主要的球員成為自由球員或被交易。在交易方面首先先以先發投手馬特·加爾薩和芝加哥小熊交易5名小聯盟球員；以游擊手傑森·巴列特和聖地牙哥教士交易4名小聯盟球員。7名救援投手則成為自由球員。野手部分包括一壘手卡洛斯·佩尼亞與小熊簽下合約；外野手卡爾·克勞福和波士頓紅襪簽下合約。
2011年2月，光芒和紅襪前2位球員曼尼·拉米瑞茲和強尼·戴蒙簽下1年的合約。4月18日，拉米瑞茲因禁藥問題，而突然宣佈退休決定。在此種種不利條件下，光芒開季0勝6敗，雖然表現不理想，但在4月結束時，他們還是以15勝12敗獲得五成以上的勝率，和分區領先的紐約洋基只有1.5場的勝差。
在外卡的競爭上，光芒和紅襪戰績相同，將由該年球季的最後一場比賽決定誰擁有外卡資格。最後光芒在延長賽12局時，由朗歌利亞擊出再見全壘打並以8：7擊敗洋基。這場比賽光芒曾經以0：7落後，靠著朗歌利亞的雙響炮以及其他球員的努力，最後演出大逆轉。在獲勝前3分鐘，巴爾的摩金鶯則擊敗紅襪，讓光芒以91勝71敗、1場勝差壓過紅襪，獲得美聯外卡資格。在9月開始前，光芒在外卡還落後紅襪9場勝差，最後演出大逆轉，成為大聯盟歷史上，在9月落後最多的勝場差還能進入季後賽的球隊。
在美國聯盟分區賽，光芒的對手為德州遊騎兵，雖然順利的贏得第1場比賽，但輸掉之後的3場比賽，其中兩場是一分敗，最後無緣晉級美聯冠軍賽。失望的結局也讓這奇蹟的一個球季劃上了句點。
而這季光芒的先發輪值表現相當搶眼。傑瑞米·海利克森靠著他慢吞吞的變速球混淆打者，13勝10敗、2.95的防禦率讓他獲得美聯新人王；「神盾」席爾斯在這年投出堪稱他生涯最佳的表現－16勝12敗、防禦率2.82，在249.局內投出225次三振。

### 2012年：拿了90勝，卻進不了外卡
2012年的光芒戰績依舊穩定，但同屬美聯東區的金鶯卻在此竄起，明星賽過後雙方的戰績依然緊咬不放。而光芒在季中遇到一些問題，那就是陣中主砲埃文·朗歌利亞受傷而無法穩定出賽。球季結束後，金鶯隊以3場的勝差得到東區第二名，並進入外卡賽，整季有90勝的光芒只好在這季鎩羽而歸。
光芒的先發投手大衛·普萊斯和老虎的賈斯丁·韋蘭德在季後爭奪賽揚獎人選。雖然他的三振數和投球局數都遠不及韋蘭德，但卻以較多的勝場數（20勝，是當時光芒隊史紀錄）和較低的防禦率贏得美聯賽揚獎，這是光芒隊史第一位拿到賽揚獎的投手。而救援投手費南多·羅尼除了整季拿下48次救援成功，出賽76場防禦率只有0.60，是大聯盟史上所有主投50局以上的投手中最低的，也獲得該年的最佳進步獎。
球季結束後，球團也出現大動作的交易。而其中影響最大的就是將在隊中待了7年的主力先發詹姆斯·席爾斯連同Wade Davis交易給皇家，換得威爾·邁爾斯、Jake Odorizzi、迈克·蒙哥马利、Patrick Leonard。而事後證明這個交易是值回票價的，威爾·邁爾斯在2013年球季為球隊擊出98支安打、13轟、53分打點和.293的打擊率，得到那年的新人王。
野手方面則失去了擊出28支全壘打的B·J·厄普顿（2015年時改名為梅尔文·厄普顿，Melvin Upton, Jr.）。雖然他有長打實力，但被三振率過高，打擊率也較低。當時面對可能無法留下他的事實，厄普顿曾一度表態想要續留光芒，還為此流淚。但光芒無法負擔他的薪資，最後厄普顿只好投入自由球員市場，加入斧頭幫。

### 2013年
2013年季中光芒遭遇了一些小麻煩，像是亞力士·柯布在6月因為頭部強襲球受傷、傑瑞米·海利克森因手傷整季報銷、費南多·羅尼因為參加經典賽導致手感下滑頻頻放火，加上同區的紅襪在本季再次奮起，光芒的戰績雖然穩定但遲遲無法有進一步的突破。不過好在麥特·摩爾在本季投出17勝4敗與3.29的防禦率，他的挺身而出有效緩解了光芒輪值的傷兵問題。
例行賽結束後，光芒和遊騎兵因為戰績都是91勝71敗，在各自所屬的分區均已被封王的情況下，兩隊還要打一場加賽。光芒隊派出大衛·普萊斯。在這場關鍵戰役中，普萊斯以118球完投9局，投出4次三振僅1四壞，雖然被遊騎兵打7支安打失2分，但還是摘下該季第10勝，以生涯第8場、該季第4場完投的表現，加上埃文·朗歌利亞單場擊出3安打（包括3局上轟出寫下例行賽最後1戰新紀錄的2分砲）幫助光芒在這場加賽中以5：2擊敗遊騎兵，搶下美聯第2張外卡進軍季後賽，這也是光芒6年內第4度闖進季後賽。接下來與克里夫蘭印地安人進行外卡驟死賽。
6月15日被平飛球擊中頭部的光芒先發投手亞力士·柯布在外卡戰中主投6.2局送出5次三振，儘管被擊出多達8支安打，但關鍵時刻總是能化險為夷，沒有丟掉任何分數。其中3局上Delmon Young開局就轟出陽春砲先馳得點，4局上詹姆斯·隆尼與埃文·朗歌利亞在1出局後連敲安打，2出局後，Desmond Jennings適時擊出左外野方向二壘安打，一棒為光芒再添2分領先。最後接手的Joel Peralta、Jake McGee及費南多·羅尼聯手投出完封，柯布生涯首度於季後賽出賽，就在這場關鍵的1戰定生死比賽中幫助光芒晉級。
光芒在外卡驟死賽中獲勝之後，晉級美聯分區系列賽，對上美聯戰績第一的波士頓紅襪。最終以1勝3敗遭到淘汰，這也是光芒隊近四個球季有三個球季都在美聯分區賽落敗。

### 2014年
光芒在這個球季開始黯淡，由於一連串連敗導致戰績不佳，球團決定展開重建。在731大限前他們將王牌投手大衛·普萊斯交易到底特律老虎，換得幾位農場新秀。這個球季光芒的戰績只有77勝85敗，在分區排名第四，他們自2008年起連續六年保持五成以上勝率的紀錄也隨之終止。
球季結束後光芒在11月15日拍賣了他們的先發投手傑瑞米·海利克森，向響尾蛇換回了Justin Williams與Andrew Velazquez。12月時以一年短約簽下明星游擊手Asdrubal Cabrera，同月再將去年的新人王威爾·邁爾斯與捕手Ryan Hanigan交易到教士隊，換來Jake Bauers、Burch Smith與René Rivera。

### 2015年：梅登時代結束
1月時光芒決定進一步重建，把本·佐布里斯特與Yunel Escobar交易到運動家，換來了Boog Powell、Daniel Robertson與John Jaso。
總教練喬·梅登在發覺光芒已無心衝刺季後賽後決定跳脫合約，改前往芝加哥執教小熊。於是新球季改由凱文·凱什總教練一職。在凱什執教的第一年光芒繳出80勝82敗，在美聯東區排名第四作收。
克理斯·亞契在本季212局的投球內送出252次三振，創下隊史紀錄。終結者Brad Boxberger投出41次救援成功，是美聯當中最多的。而中外野手Kevin Kiermaier則榮獲外野金手套獎。
11月時光芒將Nate Karns與C. J. Riefenhauser交易到水手隊，換來了Brad Miller、Danny Farquhar與Logan Morrison。

### 2016年
1月時光芒將傑克·麥基與赫曼·馬奎茲交易到洛磯，換回外野手柯瑞·迪克森與Kevin Padlo，再與Steve Pearce簽下一年的合約。
這個球季光芒的戰績依舊還是很不理想，68勝94敗讓他們繼2007年後又再次於分區墊底。季中光芒再次展開重建，他們將麥特·摩爾交易到舊金山巨人，換回Matt Duffy、Lucius Fox與Michael Santos，又把Brandon Guyer交易到印地安人，換來Nathan Lukes和Jhonleider Salinas。在普萊斯離隊後，一直是光芒當家王牌的亞契在今年吞下了19敗，是美聯敗投最多的投手。而先發轉後援的Alex Colome卻大放異彩，整季防禦率1.91，有37次救援成功，成為聯盟最優秀的終結者之一。埃文·朗歌利亞在這個球季則是擊出生涯新高的36支全壘打。

### 2017年：朗歌利亞離隊
2016年球季結束後光芒隊進行的最大補強，就是以兩年合約簽下前國民隊的強打捕手Wilson Ramos。隔年1月他們把二壘手Logan Forsythe交易到道奇，換來潛力投手José De León。先發投手Drew Smyly則被交易到水手，換回Mallex Smith, Ryan Yarbrough與Carlos Vargas；2月時他們用小聯盟合約簽下前金鶯隊的後援投手Tommy Hunter與內野手Rickie Weeks Jr.。
靠著上半季柯瑞·迪克森、Logan Morrison、以及Steven Souza Jr.的好表現，光芒一度逼近季後賽，但沒想到在季中大肆補強後，戰績卻一落千丈。打線方面，雖然季中透過交易獲得馬林魚內野手亞丹尼·哈查瓦瑞亞、大都會強打盧卡斯·杜達與簽下Trevor Plouffe，但始終無法串聯的打線讓光芒成為盲砲軍團，整季團隊一共吞下了1538次三振。投手方面，終結者Colome頻頻失手，雖然拿下了聯盟最多的47次救援成功，但其他數據都不太好看。
賽季結束後，決定年輕化的光芒先在11月把2015年的美聯救援王Brad Boxberger交易到響尾蛇；12月時又將當家球星『光芒先生』埃文·朗歌利亞交易至舊金山巨人，換回Denard Span、Matt Krook、Stephen Woods與Christian Arroyo。

### 2018年：嘗試與驚奇
這年2月光芒進行了多項大筆交易－－將打擊主力柯瑞·迪克森、Steven Souza Jr.與先發投手Jake Odorizzi交易出去換取新秀；然後向天使隊換來C. J. Cron。3月時又簽下Carlos Gómez補強外野。
由於先發投手群傷兵為患，總教練凱文·凱許決定採用「假先發」策略（以牛棚投手先行來掩護擔任長中繼的真正先發投手）。這個奇招引發熱烈討論，有人覺得這步棋下的很妙，但也有人批判這是不按牌理出牌。像是原本為後援投手的Sergio Romo，在5月19日的比賽中就創下連續兩天都先發一局的紀錄，這也是大聯盟近40年來第一位連續兩場先發投球的投手。
而上半季的光芒走的跌跌撞撞，時而連勝時而連敗，明星賽前戰績雖然一直維持在接近五成，不過管理層記取去年的教訓，選擇兜售陣中主力換取新秀及實用的球員－例如相伴多年的王牌投手克理斯·亞契被交易至海盜，換回Tyler Glasnow、外野手Austin Meadows與沙恩·巴茲；終結者Álex Colomé與Denard Span被遠送至西雅圖水手，換取Andrew Moore與Tommy Romero；表現火熱的Wilson Ramos被交易至費城人隊；投手Matt Andriese被交易到響尾蛇，換回Michael Pérez與Brian Shaffer；野手Brad Miller被交易到釀酒人，換回韓國籍強打崔志萬；Roel Ramirez、Genesis Cabrera與Justin Williams被交易到紅雀，換回長打及腳程兼具的Tommy Pham。
然而出乎意料的是，明星賽後光芒戰績一飛沖天，投手群彷彿適應了假先發機制，展現絕佳的壓制力，打線也開始甦醒，交易來的即戰力以及自家培養的新秀都繳出優異成績，成為季中交易的大贏家；一號先發Blake Snell自8月起連兩個月獲得單月最佳球員，並在9月24日奪得單季21勝，刷新2012年的大衛·普萊斯，創下隊史紀錄。
然而，由於外卡前兩名的奧克蘭運動家以及紐約洋基也表現不俗，再加上明星賽前光芒就已經落後太多，即使九月份繳出了19勝9敗的絕佳戰績，距離外卡仍有4場勝差。最終光芒在2018球季以90勝72敗的成績坐收，在分區排名第三，這是大聯盟史上第三次有90勝球隊進不了季後賽，同時也是隊史繼2012年後的第二次。雖然沒有進入外卡，但這些拼勁十足的年輕選手讓球迷看到了希望，也證明了假先發的可能性。本季在假先發調度下一共打出了44勝34敗，對於光芒來說，這是個很成功的球季。
先發投手Blake Snell本季投出21勝、防禦率1.89都是隊史及美聯最佳，並且還送出221次三振，儼然成為光芒繼普萊斯與亞契之後的新一任王牌投手。因此他在這年得到賽揚獎，是隊史第二位有此殊榮的投手，不過180.2局的投球局數是歷年來所有賽揚獎得主中最少的。而左投手Ryan Yarbrough在本季做為接替假先發後的「真先發」也表現不俗，他38場出賽中僅有6場是真的擔任先發投手，就斬獲了16勝。

### 2019年：相隔六年，重返季後賽
光芒上季的表現令人驚艷，但進入季後賽還欠缺臨門一腳，因此光芒的寒假作業做了幾件補強。其中最引人注目的，是以2年3000萬美元，簽下識途老馬Charlie Morton，破了隊史最高年薪紀錄。
光芒開季（三、四月）球隊戰績獨走聯盟，一直是美東第一，不過明星賽前，光芒面臨了連續34天無休息的堅硬賽程，加上傷兵影響，戰績嚴重下滑，不僅將分區龍頭讓給洋基，背後還有紅襪緊追在後。
所幸，光芒在季末（八、九月）頂住壓力，硬是在幾個關鍵系列賽打敗強敵，還親手粉碎了紅襪衛冕的最後希望。台灣時間9/28，華盛頓國民擊敗印地安人，光芒擊敗多倫多藍鳥，確定以外卡之姿晉級季後賽；這是球隊繼2013年以來首次晉級。
光芒戰績96勝66敗，美聯東區第2，以外卡第二之姿，遠赴奧克蘭挑戰運動家，並由Charlie Morton主投。最終在光芒隊轟出4發全壘打加上運動家安打不連貫，以5:1獲勝，晉級到美聯分區賽與擁有大聯盟最佳戰績的休士頓太空人碰頭。
美聯分區季後賽G1、G2，光芒被太空人兩大王牌韋蘭德（Justin Verlander）與柯爾(Gerrit Cole)緊緊封鎖，兩場比賽下來吞了27次三振，面臨淘汰危機。
第3戰回到光芒主場，面對太空人強投葛蘭基，Charlie Morton再次於危及存亡時刻先發，雖然前兩局就用了快60球，但隨後穩住局勢，5局投球賞了對方10次三振。而打線方面跌破眾人眼鏡，靠著4發全壘打，以10：3擊敗休士頓太空人，其中6分是從葛蘭基手中獲得；球隊在0勝2敗被逼到懸崖邊緣下，續命保住生機；而Morton一夫當關的精彩表現，成為聯盟史上在淘汰邊緣的賽事上，拿到最多勝的投手(目前4勝)。
G4太空人不想讓系列賽繼續拖延，讓只休3天的賽揚強投韋蘭德（Justin Verlander）等板先發，沒想到光芒打線1局下就給太空人重擊。在菲姆（Tommy Pham）陽春砲帶動下，光芒首局就打下3分。系列賽首戰7局沒有失分的韋蘭德，這場比賽連5局都沒投滿挨了2轟失掉4分退場，光芒終場4：1擊敗太空人，把戰線拉到第五戰定生死。
G5回到太空人主場，再次面對先發投手柯爾(Gerrit Cole)，柯爾先發投8局飆出10次三振，只失1分，加上布蘭特利(Michael Brantley)、奧圖維在8局back-to-back開轟助陣，終場光芒以1比6敗給太空人，以2勝3敗於第一輪被淘汰。
雖然最終無法挺進美聯冠軍賽，但光芒以6千多萬的聯盟墊底薪資，突破重重關卡，在各家預言會慘遭橫掃的情況下，與強權太空人纏鬥五場，讓所有人讚不絕口；相較之下團隊薪資超過2億的紅襪連季後賽都進不了；這是光芒運用數學以及各項數據，嘗試了許多新戰術所兌現的成果，儼然有新魔球的展現。

### 2020年：相隔十二年美聯冠軍
光芒以8：5擊退紐約大都會，拿下本季的第37勝，使得目前領先4場勝差的他們在例行賽僅剩3場、同區第2的紐約洋基隊也僅剩4場且還保有2勝8敗雙方對戰優勢的情況下，確定奪下今年的美聯東區冠軍。這是他們睽違10年再度於美聯東區封王。
藍鳥韓籍強投柳賢振1日在和光芒外卡賽第2戰登板，他僅投1.2局挨了2發全壘打，其中1發還是滿貫砲，由於隊友發生守備失誤，柳賢振失掉的7分中僅3分是自責分，藍鳥終場2：8輸球，讓光芒在3戰2勝賽制完成橫掃晉級美聯分區賽，對決同樣橫掃印地安人的紐約洋基。
光芒今（6日）推出王牌投手史奈爾（Blake Snell）先發，被洋基打線炸了3轟，最終就以3：9吞下敗仗。
進入到今年季後賽，紐約洋基打擊最火燙的無非就是「怪力男」史坦頓（Giancarlo Stanton），他在今（7日）對上坦帕灣光芒的比賽，上演單場雙響砲，無奈除了史坦頓外，洋基打線中其他球員幾乎沒有發揮，終場光芒就以7-5擊敗洋基。
美聯分區系列賽第4戰，光芒整場比賽只擊出三支安打，在比賽後段被洋基後援格林、布里頓、查普曼等人接力封鎖，最終以1:5敗給洋基，將系列賽逼至關鍵第5戰。
光芒今天在關鍵季後賽第5戰以2:1險勝洋基，並且靠Michael Brosseau在8局下轟出陽春彈，幫助光芒挺進美東冠軍賽，將和休士頓太空人正面交鋒。這是光芒睽違12年再次於聯盟冠軍賽亮相。
美聯冠軍賽，坦帕灣光芒隊史奈爾5局先發好投，阿羅薩雷納開轟、祖尼諾5局敲出超前比分致勝安，率隊以2比1擊敗休士頓太空人，搶下第1勝。
光芒在第二戰進行變陣，將昨役打第7棒的Manuel Margot移至第5棒，沒想到首局他就擊出致勝3分砲，且還上演界外美技接殺，7局下捕手Mike Zunino再補上1支陽春砲，最後以4比2力退太空人，在美聯冠軍賽取得2連勝。
太空人二壘手荷西·奧圖維在第三戰出現要命傳球失誤，讓坦帕灣光芒單局灌進5分奠定勝基，最終光芒以5比2擊敗太空人，在美聯冠軍戰取得3勝0敗絕對領先優勢。
第四戰，光芒Glasnow先發6局，投出5三振2四壞，但被擊出8支安打丟掉4分吞敗。儘管後半段比賽他們沒有再讓太空人得分，最終光芒以3比4惜敗，在美聯冠軍賽被扳回一城避免被橫掃，但光芒還是握有3勝1敗領先優勢。
第五戰在9局下1出局後，光芒終結者Nick Anderson被Carlos Correa轟出再見陽春砲，光芒以3比4惜敗太空人，讓太空人成為大聯盟季後賽史上第4支在0勝3敗後連勝2場的隊伍。
大聯盟超過百年歷史上只發生過1次的事情，在第六戰再度發生了。坦帕灣光芒以4比7再次敗給休士頓太空人，逼出美聯冠軍賽第7戰，是史上季後賽7戰4勝制系列賽前3場打完3比0的情況下，第2次打到第7戰。
光芒在「晉級」或「出局」的美聯冠軍賽關鍵第七戰，把球交到摩頓（Charlie Morton）手中，他也繳出5.2局無分的表現，幫助球隊以4：2拿下勝利，繼2008年後，再度闖入世界大賽，對手是洛杉磯道奇。
光芒先發投手Tyler Glasnow表現不理想，僅投了4.1局被擊出3支安打、失6分，雖然投出8次三振，但也有6次保送，光芒在世界大賽首戰以3比8敗給道奇。

### 2021年：美聯東區二連霸
今天光芒在跨聯盟以7：3擊退邁阿密馬林魚，拿下本季的第96勝，使得目前領先8場勝差的他們在例行賽僅剩7場、同區第2的紐約洋基和波士頓紅襪也同樣5場且還各在9勝7敗和11勝8敗雙方對戰優勢的情況下，確定蟬聯今年的美聯東區冠軍二連霸，光芒靠這一勝寫下隊史單季最多的98勝紀錄，確定以美聯第一種子晉級季後賽。
美聯分區賽對手是外卡淘汰洋基的波士頓紅襪，最後被橫掃出局。

### 2022年
今年賽季中光芒遇到傷兵朝，加上今年來勢洶洶的紐約洋基、多倫多藍鳥和一番作為巴爾的摩金鶯，最終拿下以86勝76敗美聯東區第三，確定無緣蟬聯美聯東區冠軍三連霸，以美聯第六種子晉級季後賽。
外卡戰對上美聯中區冠軍克里夫蘭守護者，最後是被守護者橫掃結束今年賽季。

### 2023年
4月8日，主場迎戰運動家，光芒全場擊出8支安打、終場以11比0大勝，開季8戰全勝，成為自2003年皇家隊以來第一支開季8連勝的球隊。
4月10日，主場迎戰紅襪，儘管只出現5支零星安打，不過靠著布蘭登·勞爾8局下的致勝陽春彈，終場以1比0完封贏球，近3場都成功完封對手，開季寫下10連勝，依舊是本季唯一不敗之師，也寫下大聯盟睽違36年的紀錄。
4月11日，續戰紅襪，全場敲11安打包含4轟，最終7比2擊敗紅襪，延續聯盟開季最長的11連勝，此外本場比賽光芒一共敲出4發全壘打，開季11戰狂敲29轟，追平史上最狂紀錄。
4月13日，紅襪和光芒系列賽最終回，全場敲10安打，終場以9比3贏球，主場4連戰完成橫掃，至今累積13連勝，也創下隊史對戰主場最長連勝紀錄，也是自1884年聖路易逃亡黑奴隊、1982年亞特蘭大勇士、1987年密爾瓦基釀酒人，史上第4支開季13連勝的球隊。前13場比賽有11場至少贏4分，合計攻下101分，而失分為30分，淨勝分差為71分，高居歷史上第3多，也是1901年現代棒球（modern era）的紀錄。
4月19日，光芒和紅人系列賽的最終回，首局就灌進6分大局，再加上德魯·拉斯穆森先發5局飆7K無失分，終場以7比0完封對手喜迎2連勝，目前仍以16勝3敗的成績傲視全聯盟，而今天也寫下了一項百年紀錄。光芒前19場比賽有合計攻下133分，失分為50分，淨勝分差為83分，超越了1905年紐約巨人的79分，創下1901年現代棒球年代（modern era）的新紀錄。光芒將開季連續開轟場次延續至19場，也是大聯盟史上第2長，只差一場就能追平2019年水手所寫下的開季連續20場開轟紀錄。另外，光芒開季前19場投出6次完封勝，成為現代棒球歷史第4支達成這項壯舉的球隊，另外4隊分別是1945年的底特律老虎、1966年的克利夫蘭印地安人以及1981年的德州遊騎兵。
4月21日，光芒主場迎戰白襪，首局洛爾（Josh Lowe）敲出2分打點的右外野安打，拉米瑞茲（Harold Ramirez）敲出中外野2分砲，單局狂灌4分，光芒開季前20場都有人開轟，追平2019年水手的大聯盟最長紀錄。9局下落後兩分的光芒，由克里斯蒂安·貝坦科特和布蘭登·勞爾接力開轟，後者敲出再見2分砲，幫助光芒終場以8比7氣走白襪，主場取得11連勝。
光芒今年在主場拉出一波開季11連勝的佳績，與1883年運動家和2003年皇家並列史上第8長，大聯盟史上最長的開季主場連勝是1880年芝加哥白長襪的21連勝。
4月22日，續戰白襪，首局藍迪·亞羅薩倫納就從白襪先發投手迪蘭·希斯手中敲出兩分砲，除為球隊先馳得點，也將光芒開季連續開轟紀錄推進至21場，寫下大聯盟歷史新猷。藍迪·亞羅薩倫納今天一人扛全隊，白襪靠著兩發陽春砲追平比數後，他在5局又擊出超前安。儘管8局上白襪西茲（Gavin Sheets）的全壘打讓比賽進入延長賽，但他再度於10局下建功，敲出右外野方向再見安打，此役光芒4分全由他貢獻，終場光芒以4比3擊敗白襪，他在第一局的全壘打也為光芒隊寫下新歷史。
4月23日，和白襪系列賽的最終回，光芒的萊利（Luke Raley）和拉米瑞茲（Harold Ramirez）相繼開轟，外加艾夫林（Zach Eflin）先發5局無失分好投，幫助球隊在主場以4比1擊敗白襪，收下開季主場13連勝，而且開季連22場比賽都出現全壘打，繼續締造大聯盟新紀錄。光芒開季主場13連勝，追平2009年的洛杉磯道奇，成為自1901年之後第二長的開季主場連勝紀錄，僅次於紐約巨人（舊金山巨人前身）在1907年締造的開季主場15連勝紀錄。而光芒開季前22戰拿19勝，則是自1901年之後，第8支達成此項紀錄的球隊，前一支達成開季19勝3敗的球隊是1987年的釀酒人；1955年的布魯克林道奇（洛杉磯道奇前身）、以及1911年的底特律老虎，都曾創下開季20勝2敗的壯舉。此外，光芒團隊今天又出現2發全壘打，開季前22戰都有全壘打，而且光芒隊本季累積48轟是全大聯盟最多，也是自2000年紅雀隊的前22戰52轟後最多。
4月24日，主場迎戰太空人，全場敲11安打，終場以8比3獲勝，喜迎開季主場14連勝，距離紐約巨人（舊金山巨人前身）1907年所締造的聯盟紀錄僅差1勝，同時也是本季首支達標20勝的球隊。
5月20日，主場迎戰釀酒人，全場敲出10支安打攻下8分，其中有5分是靠全壘打拿下分數，拉米瑞茲（Harold Ramirez）、楊迪·迪亞茲、克里斯蒂安·貝坦科特都有開轟演出，其中迪亞茲繳出3安猛打賞，表現最火燙，全隊轟出3發全壘打，終場8比4擊敗釀酒人，拉出2連勝。光芒贏球後，目前戰績34勝13敗，持續傲視全聯盟，不僅如此，他們的全壘打產量相當驚人，《ESPN Stats & Info》指出，光芒在球季前47場比賽打完團隊轟出90發全壘打，追平2020年道奇，並列大聯盟史上第三多，僅次1999年水手、2000年紅雀的97轟。

## 球隊沿革
- 1995年，成立坦帕灣魔鬼魚（Tampa Bay Devil Rays）
- 1998年，成為美國聯盟東區擴增的球隊，正式出賽
- 2008年，改名坦帕灣光芒　（Tampa Bay Rays）

## 歷年戰績列表
| 世界大賽冠軍 （1903年－） | 美聯冠軍 （1901年－）[a] | 分區冠軍 （1969年－） | 外卡 （1994年－） |

| 賽季   | 勝  | 敗  | 勝率% | 勝差 | 季後賽                       | 例行賽結果             | 註釋   |
| ------ | --- | --- | ----- | ---- | ---------------------------- | ---------------------- | ------ |
| 1998年 | 63  | 99  | 0.389 | 51   | 未進入季後賽                 | 美聯東區第五名         | [ 14 ] |
| 1999年 | 69  | 93  | 0.426 | 29   | 未進入季後賽                 | 美聯東區第五名         | [ 15 ] |
| 2000年 | 69  | 92  | 0.429 | 18   | 未進入季後賽                 | 美聯東區第五名         | [ 16 ] |
| 2001年 | 62  | 100 | 0.383 | 34   | 未進入季後賽                 | 美聯東區第五名         | [ 17 ] |
| 2002年 | 55  | 106 | 0.342 | 48   | 未進入季後賽                 | 美聯東區第五名         | [ 18 ] |
| 2003年 | 63  | 99  | 0.389 | 38   | 未進入季後賽                 | 美聯東區第五名         | [ 19 ] |
| 2004年 | 70  | 91  | 0.435 | 30.5 | 未進入季後賽                 | 美聯東區第四名         | [ 20 ] |
| 2005年 | 67  | 95  | 0.414 | 28   | 未進入季後賽                 | 美聯東區第五名         | [ 21 ] |
| 2006年 | 61  | 101 | 0.377 | 36   | 未進入季後賽                 | 美聯東區第五名         | [ 22 ] |
| 2007年 | 66  | 96  | 0.407 | 30   | 未進入季後賽                 | 美聯東區第五名         | [ 23 ] |
| 2008年 | 97  | 65  | 0.599 | —    | 世界大賽負於費城費城人       | 美聯東區第一名         | [ 24 ] |
| 2009年 | 84  | 78  | 0.519 | 19   | 未進入季後賽                 | 美聯東區第三名         | [ 25 ] |
| 2010年 | 96  | 66  | 0.593 | —    | 美聯分區賽負於德州遊騎兵     | 美聯東區第一名         | [ 26 ] |
| 2011年 | 91  | 71  | 0.562 | 6    | 美聯分區賽負於德州遊騎兵     | 美聯東區第二名（外卡） | [ 27 ] |
| 2012年 | 90  | 72  | 0.556 | 5    | 未進入季後賽                 | 美聯東區第三名         | [ 28 ] |
| 2013年 | 92  | 71  | 0.564 | 5.5  | 美聯分區賽負於波士頓紅襪     | 美聯東區第二名（外卡） | [ 29 ] |
| 2014年 | 77  | 85  | 0.475 | 19   | 未進入季後賽                 | 美聯東區第四名         | [ 30 ] |
| 2015年 | 80  | 82  | 0.494 | 13   | 未進入季後賽                 | 美聯東區第四名         | [ 31 ] |
| 2016年 | 68  | 94  | 0.420 | 25   | 未進入季後賽                 | 美聯東區第五名         | [ 32 ] |
| 2017年 | 80  | 82  | 0.494 | 13   | 未進入季後賽                 | 美聯東區第三名         | [ 33 ] |
| 2018年 | 90  | 72  | 0.556 | 18   | 未進入季後賽                 | 美聯東區第三名         | [ 34 ] |
| 2019年 | 96  | 66  | 0.593 | 7    | 美聯分區賽負於休士頓太空人   | 美聯東區第二名（外卡） | [ 35 ] |
| 2020年 | 40  | 20  | 0.667 | —    | 世界大賽負於洛杉磯道奇       | 美聯東區第一名         | [ 36 ] |
| 2021年 | 100 | 62  | 0.617 | —    | 美聯分區賽負於波士頓紅襪     | 美聯東區第一名         | [ 37 ] |
| 2022年 | 86  | 76  | 0.593 | 7    | 美聯外卡賽負於克里夫蘭守護者 | 美聯東區第二名（外卡） | [ 35 ] |
| 2023年 | 99  | 63  | 0.611 | 2    | 美聯外卡賽負於德州遊騎兵     | 美聯東區第二名（外卡） | [ 35 ] |
| 2024年 | 80  | 82  | 0.494 | 14   | 未進入季後賽                 | 美聯東區第四名         | [ 38 ] |
| 資料： |     |     |       |      |                              |                        |        |

## 退休背號
- 12 韋德·博格斯（Wade Boggs，2000年4月7日）
- 42 傑基·羅賓森 （1997年4月15日，美國職棒大聯盟所有球隊皆將此背號退役）
- 66 唐·辛默（英语：Don Zimmer） （2015年4月6日）

## 附屬小聯盟球隊
- AAA：杜罕公牛 (Durham Bulls), 國際聯盟 (International League)
- AA：蒙哥馬利餅乾 (Montgomery Biscuits), 南方聯盟 (Southern League)
- 高階1A：夏洛特石蟹 (Charlotte Stone Crabs), 佛羅里達聯盟 (Florida State League)
- 1A：鮑靈格林熱竿 (Bowling Green Hot Rods), 中西聯盟 (Midwest League)
- 短期1A：哈德森谷叛徒 (Hudson Valley Renegades), 紐約─賓州聯盟 (New York-Penn League)
- 新人聯盟：普林斯頓魔鬼魚 (Princeton Devil Rays), 阿帕拉契聯盟 (Appalachian League)

## 外部連結
- 坦帕灣光芒官方網站 （页面存档备份，存于）（英文）
- 坦帕灣光芒的Facebook專頁
- 坦帕灣光芒的Instagram帳戶
- 坦帕灣光芒的X（前Twitter）
- YouTube上的坦帕灣光芒頻道